# ソトクソトク

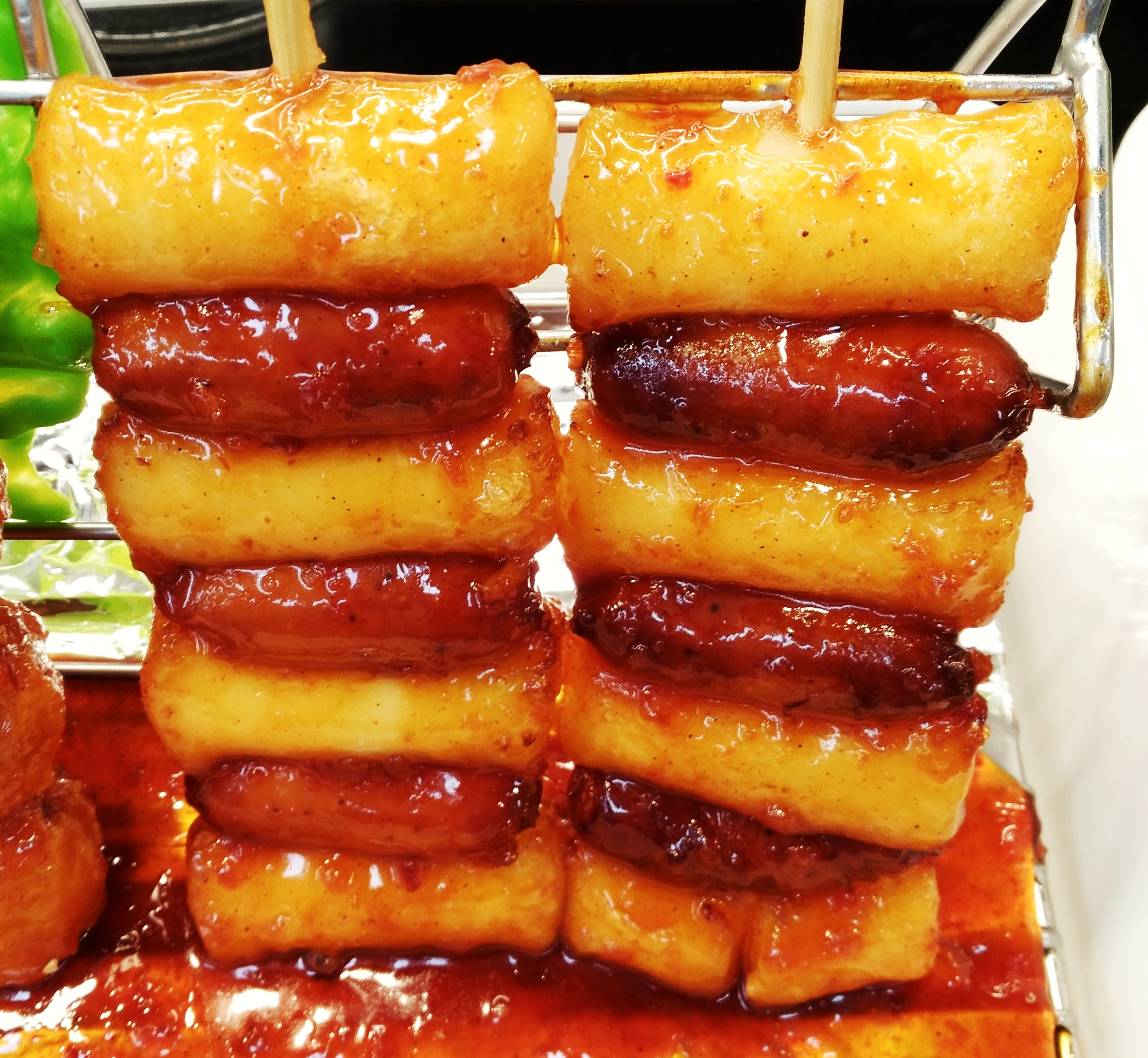
ソトクソトク

ソトクソトクまたはソトックソトック（朝: 소떡소떡 英: So-tteok so-tteok）は、朝鮮半島の餅「トック（떡）」を使った韓国料理の一つ。短いソーセージとカレットック（トッポッキにも使われる棒状の餅）を串刺しにして揚げ（または焼き）、コチュジャンなどを含む甘辛いソースを掛けたもの。屋台料理。
名前は「ソーセージ」と「トック」が交互に刺さっている様子に由来する。
韓国では、元々はマイナーな料理だったが2018年に全国的なブームになった。そのきっかけは、人気女性コメディアンのイ・ヨンジャが、韓国文化放送のテレビ番組『全知的おせっかい視点（전지적 참견 시점）』で、京釜高速道路の安城サービスエリアで販売されているソトクソトクをお気に入りとして紹介したことにある。放送後、ツイッターやインスタグラムなどのSNSで、現地で実際に食べてみたという写真投稿（認証ショット）が相次ぎ、ブームに繋がった。
日本では、新大久保や鶴橋のコリアンタウンや若者世代を通じてブームが波及した。2020年10月には、コンビニチェーンのミニストップが、2019年に販売したチーズハッドグなどに続く形で、日本向けにアレンジしたソトクソトクを販売した。